# Cerro Chajnantor Atacama Telescope
Il Cerro Chajnantor Atacama Telescope (CCAT) è un telescopio proposto per la costruzione nel Cile settentrionale, nell'area dell'altopiano Puna de Atacama. I lavori sono iniziati formalmente a gennaio 2014.

## Descrizione
Il telescopio avrà un'apertura di sei metri e opererà alle lunghezze d'onda submillimetriche. Il sito è posto all'altitudine di 5.612 metri, poco al disotto della cima del Cerro Chajnantor, ed è stato scelto per le condizioni climatiche eccezionalmente aride, con una bassissima presenza di vapore acqueo. Il vapore acqueo è infatti in grado di attenuare notevolmente la ricezione delle radiazioni submillimetriche. Il telescopio CCAT dovrà scoprire stelle, galassie ed altri oggetti cosmici che il vicino Atacama Large Millimeter Array potrà in seguito studiare in dettaglio. Il telescopio sarà dotato di una fotocamera superconduttrice a grande campo, in grado di mappare il cielo ad una velocità 100 volte superiore, e con maggiore risoluzione, della fotocamera SCUBA-2 installata nel James Clerk Maxwell Telescope delle Hawaii.
A fianco del sito prescelto, sulla cima del Cerro Chajnantor, è già presente dal 2009 il MiniTAO Telescope, un telescopio operante nell'infrarosso costruito dall'Università di Tokyo. Fa parte un osservatorio che comprenderà un telescopio di 6,5 metri di apertura, il cui completamento sarebbe stato previsto nel 2018.
In seguito al rifacimento dei piani nel 2016, il progetto è cambiato in un telescopio submillimetrico del diametro di 6 m, focalizza le onde su un'area focale piatta, con più di 10^5 rilevatori. I diversi strumenti saranno controllati a distanza e lo specchio verrà realizzato con piastrelle in alluminio, su di una struttura termicamente stabile.

## Costruzione
La costruzione del telescopio è stata proposta dalla Cornell University di Ithaca (New York). In seguito si sono aggregate al progetto altre università ed istituti di ricerca. Il consorzio che partecipa al progetto comprende, oltre alla Cornell University, il Caltech, la University of Colorado at Boulder, l'Università di Bonn, l'Università di Colonia e varie università del Canada.
In gennaio 2014 il governo del Cile ha concesso al consorzio CCAT l'uso dell'area dove dovrà sorgere il telescopio e della strada per raggiungerlo. In concomitanza, il governo cileno ha costituito l'Atacama Astronomy Park, un ente che dovrà coordinare le attuali e future installazioni astronomiche nella regione del Cerro Chajnantor.
La cerimonia di inaugurazione del cantiere si è svolta il 6 gennaio 2014 presso l'area del Cerro Chajnantor, alla presenza di Riccardo Giovanelli, astronomo della Cornell University e direttore del progetto, autorità del governo cileno ed altri rappresentanti del consorzio CCAT.
Nel 2016 però, per motivi finanziari, sono cambiati i piani, passando ad un telescopio submillimetrico più piccolo, di 6 metri, basato sempre sul progetto precedente. Il 31 marzo 2017 è stato firmato il contratto per la progettazione e costruzione del nuovo CCAT-prime.
I primi lavori sono cominciati nel 2018, con la costruzione degli strumenti, e si prevede che finiscano nel corso del 2020 trasportandoli in Cile, per poi avere la prima luce nel 2021.